# Coppa Agostoni 1975
La Coppa Agostoni 1975, ventinovesima edizione della corsa, si svolse l'8 ottobre 1975 su un percorso di 219 km. La vittoria fu appannaggio del belga Roger De Vlaeminck, che completò il percorso in 5h31'00", precedendo i connazionali Freddy Maertens e Frans Van Looy.

## Ordine d'arrivo (Top 10)
| Pos. | Corridore          | Squadra             | Tempo    |
| ---- | ------------------ | ------------------- | -------- |
| 1    | Roger De Vlaeminck | Brooklyn            | 5h31'00" |
| 2    | Freddy Maertens    | Carpenter-Flandria  | s.t.     |
| 3    | Frans Van Looy     | Molteni             | s.t.     |
| 4    | Enrico Paolini     | Scic-Colnago        | s.t.     |
| 5    | Eddy Merckx        | Molteni             | s.t.     |
| 6    | Alfredo Chinetti   | Furzi-F.T.          | s.t.     |
| 7    | Régis Ovion        | Peugeot-BP-Michelin | s.t.     |
| 8    | Gary Clively       | Magniflex           | s.t.     |
| 9    | Francesco Moser    | Filotex             | s.t.     |
| 10   | Roberto Poggiali   | Filotex             | s.t.     |